# Mycosphaerella parkii
Mycosphaerella parkii är en svampart som beskrevs av Crous, M.J. Wingf., F.A. Ferreira & Alfenas 1993. Mycosphaerella parkii ingår i släktet Mycosphaerella och familjen Mycosphaerellaceae.   Inga underarter finns listade i Catalogue of Life.